# Wataru Iwashita
Wataru Iwashita (japanisch 岩下 航 Iwashita Wataru; * 1. April 1999 in Kumamoto, Präfektur Kumamoto) ist ein japanischer Fußballspieler.

## Karriere
Wataru Iwashita erlernte das Fußballspielen in der Schulmannschaft der Maebashi Ikuei High School sowie in der Universitätsmannschaft der Toin University of Yokohama. Von November 2020 bis Saisonende wurde er von der Universität an Roasso Kumamoto ausgeliehen. Nach der Ausleihe wurde er am 1. Februar 2021 von Roasso fest unter Vertrag genommen. Der Verein aus der Präfektur Kumamoto spielte in der dritten japanischen Liga, der J3 League. Sein Drittligadebüt gab Wataru Iwashita am 20. März 2021 (2. Spieltag) im Heimspiel gegen den Kagoshima United FC. Hier stand er in der Startformation und spielte die kompletten 90 Minuten. 2021 feierte er mit Kumamoto die Meisterschaft der dritten Liga und den Aufstieg in die zweite Liga. Für Kumamoto absolvierte er 25 Ligaspiele. Nach dem Aufstieg verließ er den Verein und wechselte im Januar 2022 zum Erstligisten Kashiwa Reysol. Nach zwei Spielzeiten wechselte er im Januar 2024 auf Leihbasis zu seinem ehemaligen Verein Roasso Kumamoto. Hier bestritt er 36 Zweitligaspiele. Nach der Ausleihe wurde er von Roasso im Februar 2025 fest unter Vertrag genommen.

## Erfolge
Roasso Kumamoto
- Japanischer Drittligameister: 2021  ▲